# Vechiul cimitir evreiesc din Bacău

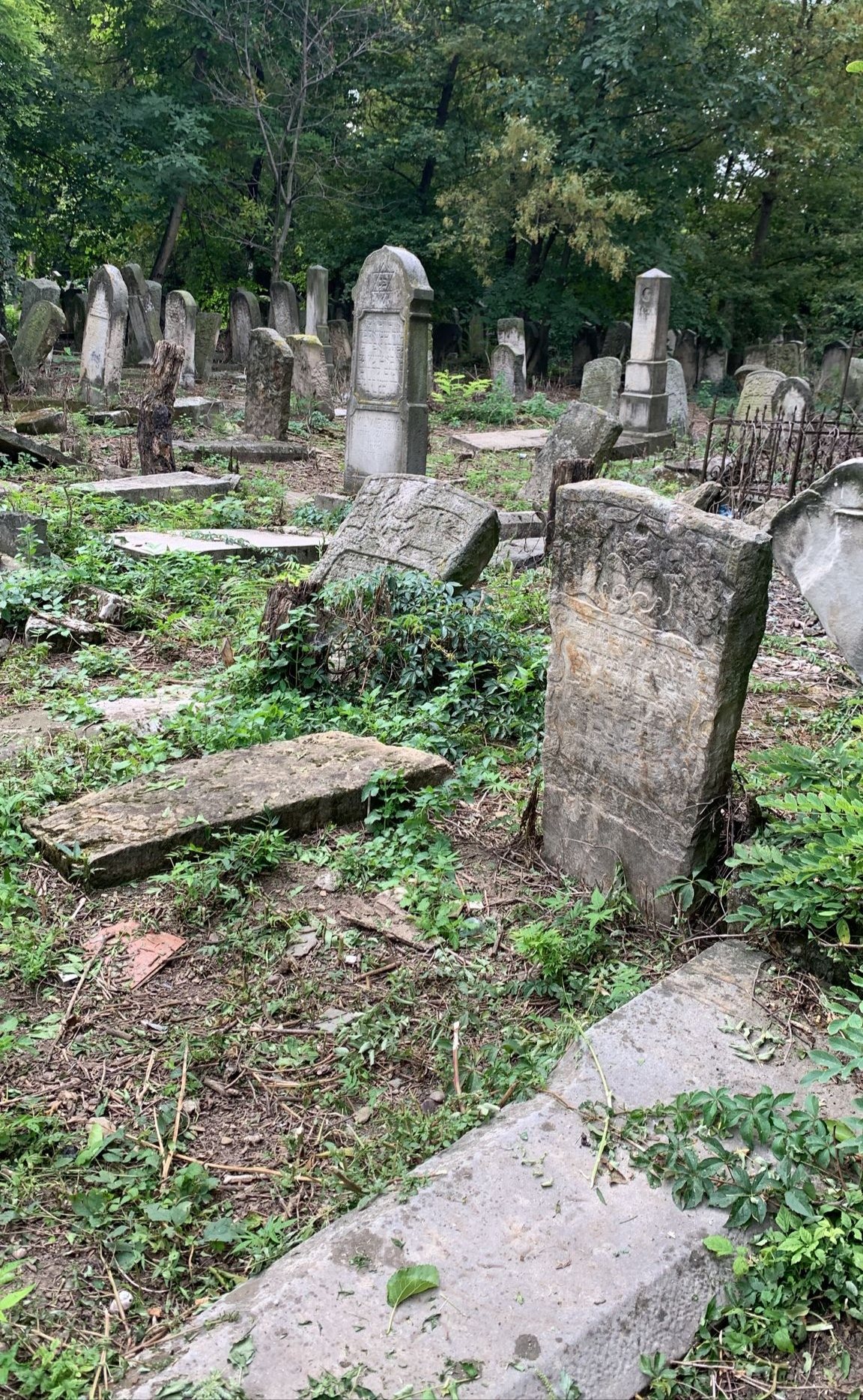

Vechiul Cimitir Evreiesc din Bacău este un cimitir închis care a fost folosit de comunitatea evreiască a orașului de la cel puțin începutul secolului al XVIII-lea până în anul 1917, când a fost deschis noul cimitir evreiesc. Cimitirul este situat în centrul orașului Bacău, învecinat cu strada Pictor Theodor Aman la nord și strada Ghioceilor la est, la doar câțiva metri de Sala de Atletism, Universitatea Bacovia și cartierul Zimbru. Printre altele, au fost îngropați și foști participanți la războiul de independență al României din 1877. În 1912, cimitirul a devenit plin, iar ultima înmormântare a avut loc în 1917, când a fost deschis noul cimitir.

## Istoric
Potrivit purtătorului de cuvânt al Primăriei municipiului Bacău, „terenul nu aparține municipalității”. Alte surse (neoficiale) din Primărie au declarat chiar că pământul nu aparține nici măcar statului român.
Fostul președinte al comunității evreilor, Hari Vigdar (decedat în 2013), a declarat că „noi nu știm prea multe despre acest cimitir. A fost închis la începutul secolului al XX-lea și este înregistrat în dosarele noastre ca fiind reparat. Nu avem bani de restaurat, avem doar pe cineva care să aibă grijă și să îl protejeze. Nu am auzit ca un membru care trăiește în comunitatea noastră să aibă rude îngropate acolo. Monumentele sunt foarte greu de citit, s-au deteriorat, iar scrisul este în ebraica veche”.
Iacob Psantir, cercetător al istoriei evreiești din România, a publicat în 1871 o carte în care a descris cimitirul: „În acest cimitir există multe alte pietre de mormânt care nu pot fi citite, deoarece pentru unele literele sunt șterse de timp, în timp ce altele sunt îngropate atât de adânc, încât nu le-am putut săpa să le citesc. Cu toate acestea, cel pe care l-am găsit și pe care l-am putut citi are litere minunate și lizibile, dar cumva nu a fost niciodată menționat în nici un registru”. Cea mai veche piatră de mormânt găsită în cimitir aparține unei persoane numite „Aaron, fiul lui Yossef”. El a murit în 1703. Cercetătorul I. Kara a cercetat cimitirul în 1936 și 1946 și a găsit piatra funerară menționată de domnul Psantir. El a copiat inscripția din piatră și a publicat un eseu care susține că această piatră datată din 1703 nu putea fi cea mai veche din oraș, dar arată că la începutul secolului al XVIII-lea există o populație evreiască cu semnificație numerică. Inscripția de pe această piatră de mormânt se citește: „Acest om important, onorabilul Aharon, fiul lui Yosef, a murit pe 29 Ijar, îngropat în 15 Sivan, anul 5464”. Este totuși un mister de ce au trecut atât de multe zile între moartea și înmormântarea lui Aharon, știind că în tradiția evreiască este lipsit de respect față de morți să aștepte atât mult timp. După o analiză atentă, I. Kara a decis că a murit undeva unde nu exista un cimitir evreiesc și a fost îngropat acolo temporar, dar mai târziu a fost exhumat și transportat la Bacău pentru locul său final de odihnă. După cel de-al doilea război mondial, a fost transferat la Muzeul de Istorie Evreiesc din România, în București.

## Legende urbane
Până în anii 1970, oamenii căutau aur, crezând că evreii bogați au fost îngropați cu tot cu averi. Aurul nu a fost găsit niciodată, dar copiii care se jucau în jur au găsit săbii din Războiul de Independență. De asemenea, s-a spus că peste unele dintre morminte există flăcări de noapte, semn că există comori ascunse din cel de-al doilea război mondial. De asemenea, potrivit altor zvonuri, cimitirul a avut monumente din Viena și Paris, dintre care unele au fost realizate chiar de artistul Rodin.